# Mark Rypien
Mark Robert Rypien (Calgary, 2 oktober 1962) is een Canadees voormalig Americanfootballspeler voor de Washington Redskins, de Cleveland Browns, de St. Louis Rams, de Philadelphia Eagles, de Atlanta Falcons, de Indianapolis Colts en de Seattle Seahawks in de National Football League en voor de Rochester Raiders in de Great Lakes Indoor Football League. Rypien speelde als quarterback en won tweemaal de Super Bowl.